# HMGB4
HMGB4 (англ. High mobility group box 4) – білок, який кодується однойменним геном, розташованим у людей на короткому плечі 1-ї хромосоми.  Довжина поліпептидного ланцюга білка становить 186 амінокислот, а молекулярна маса — 22 490.
| 10         |  | 20         |  | 30         |  | 40         |  | 50         |
| ---------- |  | ---------- |  | ---------- |  | ---------- |  | ---------- |
| MGKEIQLKPK |  | ANVSSYVHFL |  | LNYRNKFKEQ |  | QPNTYVGFKE |  | FSRKCSEKWR |
| SISKHEKAKY |  | EALAKLDKAR |  | YQEEMMNYVG |  | KRKKRRKRDP |  | QEPRRPPSSF |
| LLFCQDHYAQ |  | LKRENPNWSV |  | VQVAKATGKM |  | WSTATDLEKH |  | PYEQRVALLR |
| AKYFEELELY |  | RKQCNARKKY |  | RMSARNRCRG |  | KRVRQS     |  |            |

A: Аланін

C: Цистеїн

D: Аспарагінова кислота

E: Глутамінова кислота

F: Фенілаланін

G: Гліцин

H: Гістидин

I: Ізолейцин

K: Лізин

L: Лейцин

M: Метіонін

N: Аспарагін

P: Пролін

Q: Глутамін

R: Аргінін

S: Серин

T: Треонін

V: Валін

W: Триптофан

Задіяний у такому біологічному процесі як поліморфізм. 
Білок має сайт для зв'язування з ДНК. 
Локалізований у ядрі, хромосомах.